# Trachylepis quinquetaeniata
Trachylepis quinquetaeniata är en ödleart som beskrevs av  Lichtenstein 1823. Trachylepis quinquetaeniata ingår i släktet Trachylepis och familjen skinkar. Inga underarter finns listade i Catalogue of Life.